# Hyperbaenus
Hyperbaenus is een geslacht van rechtvleugeligen uit de familie Gryllacrididae. De wetenschappelijke naam van dit geslacht is voor het eerst geldig gepubliceerd in 1888 door Brunner von Wattenwyl.

## Soorten
Het geslacht Hyperbaenus omvat de volgende soorten:
- Hyperbaenus bohlsii Giglio-Tos, 1895
- Hyperbaenus brevipennis Caudell, 1918
- Hyperbaenus brunneri Karny, 1929
- Hyperbaenus camerani Griffini, 1911
- Hyperbaenus coccinatus Karny, 1937
- Hyperbaenus ebneri Karny, 1932
- Hyperbaenus ensifer Brunner von Wattenwyl, 1888
- Hyperbaenus excisus Karny, 1929
- Hyperbaenus festae Griffini, 1896
- Hyperbaenus fiebrigi Griffini, 1908
- Hyperbaenus griffinii Karny, 1932
- Hyperbaenus incisus Karny, 1935
- Hyperbaenus juvenis Brunner von Wattenwyl, 1888
- Hyperbaenus laminatus Ander, 1934
- Hyperbaenus minutipennis Bruner, 1915
- Hyperbaenus ommatostemma Karny, 1929
- Hyperbaenus sjostedti Griffini, 1911
- Hyperbaenus ustulatus Karny, 1929
- Hyperbaenus virgo Brunner von Wattenwyl, 1888